# 66 Maja
Maja /ˈmeɪ.ə/ (định danh hành tinh vi hình: 66 Maja) là một tiểu hành tinh khá lớn và tối, ở vành đai chính,đường kính khoảng 71 km. Nó được nhà thiên văn học người Mỹ Horace P. Tuttle phát hiện ngày 9 tháng 4 năn 1861 tại Đài quan sát Đại học Harvard ở Cambridge, Massachusetts, Hoa Kỳ và được đặt theo tên Maia, một trong 7 nữ thần Pleiades trong thần thoại Hy Lạp.